# Étienne Visart de Bocarmé
Graaf Georges Étienne Marie Louis Joseph Visart de Bocarmé (Brussel, 12 juli 1865 - Brugge, 8 juli 1951) was een Belgisch advocaat, bosbouwkundige en voorzitter van het Havenbestuur van Brugge-Zeebrugge.

## Biografie

### Familie
Graaf Étienne Visart de Bocarmé was een telg uit de familie Visart de Bocarmé. Hij was een zoon van graaf Amedée Visart de Bocarmé, bosbouwer, burgemeester van Brugge en volksvertegenwoordiger, en diens eerste vrouw Emilie Faignart. Hij was een kleinzoon van Louis Faignart, industrieel en volksvertegenwoordiger, een broer van jhr. Albert Visart de Bocarmé, historicus, numismaticus en burgemeester van Uitbergen, en een neef van baron Josse Allard, bankier.
Hij trouwde in 1898 in Vollezele met Jeanne de Steenhault de Waerbeek (1872-1947), dochter van baron Adhémar de Steenhault de Waerbeek, burgemeester van Vollezele, provincieraadslid van Brabant en senator. Ze kregen een zoon en drie dochters:
- François Visart de Bocarmé (1898-1944), trouwde in 1925 met gravin Ghislaine de Borchgrave d'Altena (1902-1937), kleindochter van graaf Paul de Borchgrave d'Altena. Ze kregen twee zoons en twee dochters, met afstammelingen tot heden.
- Suzanne Visart de Bocarmé (1900-1962), trouwde in 1925 in Brugge met Jacques Delvaux de Fenffe (1894-1962), ambassadeur, zoon van Joseph Delvaux, burgerlijk ingenieur. Ze kregen twee dochters, met afstammelingen tot heden.
- Anne-Marie Visart de Bocarmé (1902-1980), trouwde in 1922 in Brugge met René Greindl (1898-1945), arrondissementscommissaris van Sankt Vith en Bastenaken en interim-gouverneur van Luxemburg. Hij overleed in het concentratiekamp van Buchenwald. Ze kregen zes zoons en zeven dochters, met afstammelingen tot heden.
- Madeleine Visart de Bocarmé (1904-1952), trad in het Engels Klooster in Brugge in.

### Loopbaan
Visart de Bocarmé behaalde in 1890 het diploma van doctor in de rechten aan de Université catholique de Louvain.  Tijdens de Eerste Wereldoorlog werd hij als politiek gevangene meegevoerd.
In 1930 werd hij voorzitter van het havenbestuur van Brugge-Zeebrugge, de Maatschappij van de Brugse Zeevaartinrichtingen, waarvan hij al eerder bestuurder was. Hij bleef voorzitter tot 1940. Hij was ook lid van het Bureau van Weldadigheid van Brugge en lid en proost van de Edele Confrérie van het Heilig Bloed. 